# Солунски међународни сајам
Солунски међународни сајам (грч. Διεθνής Έκθεση Θεσσαλονίκης), скраћено ТИФ (ΔΕΘ), је годишња међународна изложба која се одржава у Солуну. Одржава се прве недеље септембра од 1926., а његово отварање традиционално је обележено низом програмских изјава премијера Грчке.

## Опис
Међународни изложбени и конгресни центар TIF HELEXPO налази се на тргу YMCA у центру Солуна, са лаким приступом са било које локације у граду и коришћењем било ког превозног средства.
Са сајмовима и потрошачким изложбама које се одржавају током целе године у изложбеним просторијама европских спецификација, она је најважнија агенција за организацију изложби у Грчкој. У срцу историје града, поред Византијског музеја и Археолошког музеја, Међународни изложбени центри TIF HELEXPO-а привлаче мноштво конференцијских догађаја.
Изложбени центар се простире на укупној површини од 180.000 м2, од чега 62.000 м2. су затворени изложбени простори, распоређени у комплекс од 17 павиљона који су функционално дизајнирани и међусобно повезани да служе потребама сваког догађаја. Изложбени садржаји допуњују конференцијски центри, паркинг места, спортско-рекреативни садржаји, угоститељски простори, услужни центри, музеји, банке и канцеларије развојних агенција. На овај начин, Солунски међународни изложбени центар функционише као чвориште које пружа услуге које успешно испуњавају захтеве изложби, конференција и културних догађаја.   
Слични сајмови у граду су се редовно одржавали још од византијског доба, привлачећи трговце са целог Балкана. 

## Догађаји
Уобичајено је да премијер земље излаже политику своје владе за сваку наредну годину у говору на годишњем Међународном сајму привреде у Солуну, и из тог разлога овај догађај поред комерцијалног значаја има и политички значај.  

## Галерија
- 1964 photo
- Antonis Samaras speech in 2012
- International Fair area
- The TIF provided funds for the purchase of Las Incantadas replicas
- Front entrance